# ユルゲン・メルツァー
ユルゲン・メルツァー（Jürgen Melzer, 1981年5月22日 - ）は、オーストリア・ウィーン出身の元男子プロテニス選手。これまでにATPツアーでシングルス5勝、ダブルス13勝を挙げている。左利き、バックハンド・ストロークは両手打ち。自己最高ランキングはシングルス8位、ダブルス6位。弟のジェラルド・メルツァーもプロテニス選手である。4大大会では2010年全仏オープン男子シングルスベスト4、2010年ウィンブルドン選手権と2011年全米オープン男子ダブルス、2011年ウィンブルドン選手権混合ダブルスでの優勝がある。

## 選手経歴

### ジュニア時代
父親のルドルフ・メルツァーは、彼の現住地ドイチュ・ヴァグラムの市長を務めている（現職）。ユルゲンは9歳からテニスを始め、1999年ウィンブルドン選手権ジュニア男子シングルス優勝を経てプロ選手に転向した。プロ入り後、直ちに男子テニス国別対抗戦・デビスカップオーストリア代表選手に選ばれる。2000年ウィンブルドン選手権で4大大会に初出場。2002年のテニス殿堂選手権で男子ツアーのダブルス決勝戦に初進出し、翌2003年の同大会でシングルス決勝に進んだが、彼は長い間ツアー決勝戦で単複ともに不運が続いた。

### 2005年 ツアーダブルス初優勝
2005年、メルツァーはダブルスの分野で成績を伸ばし、全豪オープンベスト4・全仏オープンベスト8を経て、10月のサンクトペテルブルク・オープン大会で男子ツアーダブルス初優勝を達成した。全豪オープンで組んだパートナーはアレクサンダー・ワスケであったが、それ以外は大半のトーナメントで同じオーストリアのユリアン・ノールとペアを組んだ。ノールはダブルスのスペシャリストとして知られ、2004年ウィンブルドン選手権男子ダブルス準優勝の実績を持つ人である（後に2007年全米オープン男子ダブルスで優勝した）。

### 2006年 ツアーシングルス初優勝
2006年9月、ユルゲン・メルツァーはBCRルーマニア・オープンの決勝戦でフィリッポ・ボランドリを6-1, 7-5で破り、ようやく宿願のシングルス初優勝を達成した。この年はノールと組んで6大会のダブルス決勝戦に進み、そのうち2大会で優勝したが、10月に3週連続準優勝の辛酸をなめたことがある。

### 2007-2008年 ツアーダブルス4勝目
その後のツアー成績は、2007年・2008年とシングルスの準優勝が1度ずつあり、2008年6月にユニセフ・オープンのダブルスでトーマス・ヨハンソンと組んで優勝した。

### 2009年 ツアーダブルス6勝目
2009年全豪オープンで、メルツァーは2007年全米オープン以来1年ぶりのシード選手に入った。第31シードとして、1回戦で日本の錦織圭を7-5, 6-2, 6-1で圧倒する。4年ぶり3度目の3回戦では第4シードのアンディ・マリーに5-7, 0-6, 3-6で完敗した。この年はユリアン・ノールとのダブルスで、ジャパン・オープン・テニス選手権を含むダブルス2勝を挙げている。

### 2010年 全仏ベスト4 ウィンブルドンダブルス初優勝
2010年のメルツァーは全仏オープンシングルス準々決勝で第3シードのノバク・ジョコビッチを3-6, 2-6, 6-2, 7-6, 6-4で破り初めてベスト4に進出する（これまでのメルツァーは3回戦進出が最高であった。）。ウィンブルドンではフィリップ・ペッシュナーと組んだダブルスで初優勝した。

### 2011年 全米ダブルス初優勝 トップ10入り
2011年全豪オープンでも4回戦に進出し、大会後のランキングでシングルス10位となり、初めてのトップ10入りと、シングルス・ダブルス同時のトップ10入りを果たした。2011年ウィンブルドン選手権では前年優勝のダブルスでは準々決勝で敗退したが、イベタ・ベネソバと組んだ混合ダブルスでエレーナ・ベスニナ/マヘシュ・ブパシ組を6-3, 6-2で破り優勝した。全米オープンではペッシュナーと組んだダブルスの決勝でマリウシュ・フィルステンベルク/マルチン・マトコフスキ組に6–2, 6–2で勝利し、4大大会ダブルス2勝目を挙げた。

### 2016年
2016年のオーストリア・オープンの2回戦で同じオーストリア出身の世界ランク9位ドミニク・ティームを破り、準々決勝で、弟のジェラルドとATP公式戦で初対戦が実現。結果はジェラルドが3-6, 6-3, 6-1で勝利した。

### オリンピック
メルツァーはオリンピックのオーストリア代表選手としても、2004年アテネ五輪・2008年北京五輪・2012年ロンドン五輪の3度出場経験があり、北京五輪のシングルスでラファエル・ナダルとの準々決勝まで勝ち進んだ。

## 人物
メルツァーは2012年9月14日に2011年ウィンブルドン選手権混合ダブルス優勝パートナーのイベタ・ベネソバと結婚した。

## ATPツアー決勝進出結果

### シングルス: 13回 (5勝8敗)
| 大会グレード                            |
| グランドスラム (0-0)                    |
| ATPワールドツアー・ファイナル (0-0)     |
| ATPワールドツアー・マスターズ1000 (0-0) |
| ATPワールドツアー・500シリーズ (1-2)    |
| ATPワールドツアー・250シリーズ (4–6)    |

| サーフェス別タイトル |
| ハード (4–3)         |
| クレー (1-4)         |
| 芝 (0-1)             |
| カーペット (0-0)     |

| 結果   | No. | 決勝日         | 大会                   | サーフェス    | 対戦相手                         | スコア               |
| ------ | --- | -------------- | ---------------------- | ------------- | -------------------------------- | -------------------- |
| 準優勝 | 1.  | 2003年7月13日  | ニューポート           | 芝            | ロビー・ジネプリ                 | 4–6, 7–6(3), 1–6     |
| 準優勝 | 2.  | 2005年5月21日  | ザンクト・ペルテン     | クレー        | ニコライ・ダビデンコ             | 3–6, 6–2, 4–6        |
| 準優勝 | 3.  | 2006年4月10日  | ヒューストン           | クレー        | マーディ・フィッシュ             | 6–3, 4–6, 3–6        |
| 優勝   | 1.  | 2006年9月17日  | ブカレスト             | クレー        | フィリッポ・ボランドリ           | 6–1, 7–5             |
| 準優勝 | 4.  | 2006年10月2日  | メス                   | ハード (室内) | ノバク・ジョコビッチ             | 6–4, 3–6, 2–6        |
| 準優勝 | 5.  | 2007年3月5日   | ラスベガス             | ハード        | レイトン・ヒューイット           | 4–6, 6–7(10)         |
| 準優勝 | 6.  | 2008年7月20日  | キッツビュール         | クレー        | フアン・マルティン・デル・ポトロ | 2–6, 1–6             |
| 優勝   | 2.  | 2009年11月1日  | ウィーン               | ハード (室内) | マリン・チリッチ                 | 6–4, 6–3             |
| 準優勝 | 7.  | 2010年7月25日  | ハンブルク             | クレー        | アンドレイ・ゴルベフ             | 3–6, 5–7             |
| 優勝   | 3.  | 2010年10月31日 | ウィーン               | ハード (室内) | アンドレアス・ハイダー＝マウラー | 6–7(10), 7–6(4), 6–4 |
| 優勝   | 4.  | 2012年2月26日  | メンフィス             | ハード (室内) | ミロシュ・ラオニッチ             | 7–5, 7–6(4)          |
| 準優勝 | 8   | 2013年2月10日  | ザグレブ               | ハード (室内) | マリン・チリッチ                 | 3–6, 1–6             |
| 優勝   | 5.  | 2013年8月24日  | ウィンストン・セーラム | ハード        | ガエル・モンフィス               | 6-3, 2-1, 途中棄権   |

### ダブルス: 30回 (13勝17敗)
| 結果   | No. | 決勝日         | 大会                 | サーフェス        | パートナー               | 対戦相手                                              | スコア               |
| ------ | --- | -------------- | -------------------- | ----------------- | ------------------------ | ----------------------------------------------------- | -------------------- |
| 準優勝 | 1.  | 2002年7月8日   | ニューポート         | 芝                | アレクサンダー・ポップ   | ボブ・ブライアン マイク・ブライアン                   | 5-7, 3-6             |
| 準優勝 | 2.  | 2003年7月7日   | ニューポート         | 芝                | ユリアン・ノール         | ジョーダン・カー デイビッド・マクファーソン           | 6-7(4), 3-6          |
| 準優勝 | 3.  | 2003年7月21日  | キッツビュール       | クレー            | アレクサンダー・ペヤ     | マルティン・ダム シリル・スーク                       | 4-6, 4-6             |
| 優勝   | 1.  | 2005年10月24日 | サンクトペテルブルク | カーペット (室内) | ユリアン・ノール         | ヨナス・ビョルクマン マックス・ミルヌイ               | 4–6, 7–5, 7–5        |
| 準優勝 | 4.  | 2006年4月10日  | ヒューストン         | クレー            | ユリアン・ノール         | ミヒャエル・コールマン アレクサンダー・ワスケ         | 7-5, 4-6, [5-10]     |
| 優勝   | 2.  | 2006年4月24日  | カサブランカ         | クレー            | ユリアン・ノール         | ミヒャエル・コールマン アレクサンダー・ワスケ         | 6–3, 6–4             |
| 優勝   | 3.  | 2006年7月10日  | ニューポート         | 芝                | ロバート・ケンドリック   | ジェフ・クッツェー ジャスティン・ギメルストブ         | 7–6(3), 6–0          |
| 準優勝 | 5.  | 2006年10月2日  | メス                 | ハード (室内)     | ユリアン・ノール         | リシャール・ガスケ ファブリス・サントロ               | 6-3, 1-6, [9-11]     |
| 準優勝 | 6.  | 2006年10月9日  | ウィーン             | ハード (室内)     | ユリアン・ノール         | ペトル・パラ パベル・ビズネル                         | 4-6, 6-3, [10-12]    |
| 準優勝 | 7.  | 2006年10月23日 | サンクトペテルブルク | カーペット (室内) | ユリアン・ノール         | シーモン・アスペリン トッド・ペリー                   | 1-6, 6-7(3)          |
| 準優勝 | 8.  | 2007年2月19日  | メンフィス           | ハード (室内)     | ユリアン・ノール         | エリック・ブトラック ジェイミー・マリー               | 5-7, 3-6             |
| 準優勝 | 9.  | 2007年10月28日 | サンクトペテルブルク | カーペット (室内) | トッド・ペリー           | ダニエル・ネスター ネナド・ジモニッチ                 | 1-6, 6-7(3)          |
| 準優勝 | 10. | 2008年1月13日  | オークランド         | ハード            | グザビエ・マリス         | ルイス・オルナ フアン・モナコ                         | 4-6, 6-3, [7-10]     |
| 準優勝 | 11. | 2008年5月19日  | ペルチャッハ         | クレー            | ユリアン・ノール         | マルセロ・メロ アンドレ・サ                           | 5–7, 7–6(3), [11–13] |
| 優勝   | 4.  | 2008年6月15日  | スヘルトーヘンボス   | 芝                | マリオ・アンチッチ       | マヘシュ・ブパシ リーンダー・パエス                   | 7–6(5), 6–3          |
| 優勝   | 5.  | 2009年8月29日  | ニューヘイブン       | ハード            | ユリアン・ノール         | ブルーノ・ソアレス ケビン・ウリエット                 | 6–4, 7–6(3)          |
| 優勝   | 6.  | 2009年10月11日 | 東京                 | ハード            | ユリアン・ノール         | ロス・ハッチンズ ジョーダン・カー                     | 6–2, 5–7, [10-8]     |
| 準優勝 | 12. | 2009年11月1日  | ウィーン             | ハード (室内)     | ユリアン・ノール         | ルカシュ・クボット オリバー・マラチ                   | 6-2, 4-6, [9-11]     |
| 優勝   | 7.  | 2010年2月7日   | ザグレブ             | ハード (室内)     | フィリップ・ペッシュナー | アルノー・クレマン オリビエ・ロクス                   | 3–6, 6–3, [10-8]     |
| 優勝   | 8.  | 2010年7月3日   | ウィンブルドン       | 芝                | フィリップ・ペッシュナー | ロベルト・リンドステット ホリア・テカウ               | 6–1, 7–5, 7–5        |
| 準優勝 | 13. | 2010年10月3日  | バンコク             | ハード (室内)     | ジョナサン・エルリック   | クリストファー・カス ビクトル・トロイツキ             | 4–6, 4–6             |
| 優勝   | 9.  | 2010年10月17日 | 上海                 | ハード            | リーンダー・パエス       | マリウシュ・フィルステンベルク マルチン・マトコフスキ | 7–5, 4–6, [10–5]     |
| 優勝   | 10. | 2011年2月13日  | ロッテルダム         | ハード (室内)     | フィリップ・ペッシュナー | ミカエル・ロドラ ネナド・ジモニッチ                   | 6-4, 3-6, [10-5]     |
| 優勝   | 11. | 2011年7月16日  | シュトゥットガルト   | クレー            | フィリップ・ペッシュナー | マルセル・グラノリェルス マルク・ロペス               | 6–3, 6–4             |
| 優勝   | 12. | 2011年9月10日  | 全米オープン         | ハード            | フィリップ・ペッシュナー | マリウシュ・フィルステンベルク マルチン・マトコフスキ | 6–2, 6–2             |
| 準優勝 | 14. | 2012年1月8日   | ブリスベン           | ハード            | フィリップ・ペッシュナー | マックス・ミルヌイ ダニエル・ネスター                 | 1–6, 2–6             |
| 優勝   | 13. | 2014年10月19日 | ウィーン             | ハード (室内)     | フィリップ・ペッシュナー | アンドレ・ベーゲマン ユリアン・ノール                 | 7–6(6), 4–6, [10–7]  |
| 準優勝 | 15. | 2014年11月2日  | パリ                 | ハード (室内)     | マルチン・マトコフスキ   | ボブ・ブライアン マイク・ブライアン                   | 6–7(5), 7–5, [6–10]  |
| 準優勝 | 16. | 2015年5月3日   | イスタンブール       | クレー            | ロベルト・リンドステット | ラドゥ・アルボット ドゥシャン・ラヨビッチ             | 4–6, 6–7(2)          |
| 準優勝 | 17. | 2016年10月26日 | モスクワ             | ハード (室内)     | ユリアン・ノール         | フアン・セバスティアン・カバル ロベルト・ファラ       | 5–7, 6–4, [5–10]     |

## 成績
略語の説明
| W | F | SF | QF | #R | RR | Q# | LQ | A | Z# | PO | G | S | B | NMS | P | NH |

W=優勝, F=準優勝, SF=ベスト4, QF=ベスト8, #R=#回戦敗退, RR=ラウンドロビン敗退, Q#=予選#回戦敗退, LQ=予選敗退, A=大会不参加, Z#=デビスカップ/BJKカップ地域ゾーン, PO=デビスカップ/BJKカッププレーオフ, G=オリンピック金メダル, S=オリンピック銀メダル, B=オリンピック銅メダル, NMS=マスターズシリーズから降格, P=開催延期, NH=開催なし.
| 大会           | 2000 | 2001 | 2002 | 2003 | 2004 | 2005 | 2006 | 2007 | 2008 | 2009 | 2010 | 2011 | 2012 | 2013 | 2014 | 2015 | 2016 | 2017 | 2018 | 通算成績 |
| -------------- | ---- | ---- | ---- | ---- | ---- | ---- | ---- | ---- | ---- | ---- | ---- | ---- | ---- | ---- | ---- | ---- | ---- | ---- | ---- | -------- |
| 全豪オープン   | A    | A    | LQ   | 1R   | 3R   | 3R   | 1R   | 2R   | 2R   | 3R   | 1R   | 4R   | 1R   | 3R   | A    | 2R   | A    | 1R   | A    | 14–13    |
| 全仏オープン   | A    | A    | A    | 1R   | 2R   | 3R   | 1R   | 2R   | 3R   | 3R   | SF   | 2R   | 1R   | 1R   | 2R   | 2R   | A    | A    | LQ   | 21–13    |
| ウィンブルドン | 1R   | LQ   | 1R   | 2R   | 1R   | 3R   | 1R   | A    | 3R   | 3R   | 4R   | 3R   | 2R   | 4R   | 1R   | LQ   | A    | LQ   | LQ   | 16–13    |
| 全米オープン   | A    | A    | 2R   | 2R   | 3R   | 1R   | 1R   | 2R   | 3R   | 2R   | 4R   | 2R   | 1R   | 1R   | 1R   | 2R   | LQ   | A    | LQ   | 12–13    |

### 大会最高成績
| 大会                 | 成績 | 年         |
| -------------------- | ---- | ---------- |
| ATPファイナルズ      | A    | 出場なし   |
| インディアンウェルズ | 4R   | 2010       |
| マイアミ             | QF   | 2013       |
| モンテカルロ         | SF   | 2011       |
| マドリード           | QF   | 2010       |
| ローマ               | 3R   | 2009, 2014 |
| カナダ               | QF   | 2004       |
| シンシナティ         | 3R   | 2007       |
| 上海                 | QF   | 2010       |
| パリ                 | QF   | 2010       |
| ハンブルク           | QF   | 2004       |
| オリンピック         | QF   | 2008       |
| デビスカップ         | QF   | 2012       |

## 4大大会ダブルス優勝
- ウィンブルドン 男子ダブルス：1勝（2010年）/混合ダブルス：1勝（2011年）
- 全米オープン 男子ダブルス：1勝（2011年）